# Jean-Claude Chamboredon
Pour les articles homonymes, voir Chamboredon.
Jean-Claude Chamboredon, né le 13 octobre 1938 à Bandol et mort le 30 mars 2020 au Pré-Saint-Gervais, est un sociologue français.
Il est l'auteur avec Pierre Bourdieu et Jean-Claude Passeron du Métier de sociologue. 

## Biographie
Fils d'un ingénieur devenu comptable, lui-même ancien élève de l'École normale supérieure (promotion 1959, section Lettres) et agrégé de lettres classiques (1962), il est un proche collaborateur de Pierre Bourdieu dont il se distancie à partir de 1981.
Avec Jean-Claude Passeron et Bourdieu, Chamboredon écrit un ouvrage de référence (Le Métier de sociologue, 1967), réédité en 2005 et en 2021. En plus de ses nombreux travaux personnels, il est reconnu pour avoir traduit un classique de socio-linguistique intitulé Langage et classes sociales de Basil Bernstein (Éditions de Minuit, 1956).
De 1968 à 1988, il enseigne comme agrégé-préparateur de sociologie à l'École normale supérieure de Paris. 
Défenseur de l'enseignement des sciences sociales dans le secondaire, il participe en 1977 à la création de l'agrégation de sciences économiques et sociales et en 1982 à celle de la "khâgne S" (qui devient plus tard la "khâgne B/L"). 
En 1988, il devient directeur d'études à l'École des hautes études en sciences sociales à Marseille. 
Il est notamment le directeur de thèse de Pierre-Paul Zalio et de Stéphane Beaud. 
Il meurt le 30 mars 2020, à l'âge de 81 ans à Paris,.

## Publications
- Pierre Bourdieu (dir), Luc Boltanski, Robert Castel, Jean-Claude Chamboredon, Un art moyen. Essai sur les usages sociaux de la photographie, Paris, Les Éditions de Minuit, « Le sens commun », 1965.
- avec Jean-Claude Passeron et Pierre Bourdieu, Le Métier de sociologue, Paris, Mouton, Bordas, 1967 ; 2e éd. Le Métier de sociologue. Préalables épistémologiques, 1973 ; 1980.  (ISBN 2-7132-0002-4) ; 2005.  (ISBN 3-11-017429-4)
- avec Jean Ibanès, Développement économique et changement social. Classe sociale et changement social, Paris - Bruxelles – Montréal, Bordas, 1974.
- (éditeur), Raymond Aron, la philosophie de l'histoire et les sciences sociales, textes de Alain Boyer, Georges Canguilhem, François Furet (et al.), préface de Philippe Raynaud, Paris, Éditions Rue d'Ulm, 2005.  (ISBN 2-7288-0340-4)
- Jeunesses et classes sociales, Éditions Rue d'Ulm , 2015, recueil d'articles publié sous la direction de Paul Pasquali.
- Territoires, culture et classes sociales, Éditions Rue d'Ulm , 2019, recueil d' articles publié sous la direction de Florence Weber et Gilles Laferté.
- Chamboredon J.C. « La société française et sa jeunesse », Le partage des bénéfices, Editions de Minuit, 1966, p.166-175.
- Chamboredon J.C. et Lemaire M. « Proximité spatiale et distance sociale. Les grands ensembles et leur peuplement », Revue française de sociologie, 1970, XI, p.3-33.
- Chamboredon J.C. « La délinquance juvénile. Essai de construction d’objet », Revue française de sociologie, 1971, XII, p.335-377.
- Chamboredon, J.C. « Production symbolique et formes sociales. De la sociologie de l’art et de la littérature à la sociologie de la culture », Revue française de sociologie, 1986, 27-3, p.505-529.
- Chamboredon, J.C. « Pertinence et fécondité des histoires de vie ? (Le temps de la biographie et le temps de l’histoire. Remarques sur la périodisation à partir de deux études de cas) », Le sens de l’ordinaire, Editions du CNRS, 1983.